# Пикколи, Роберто
Роберто Пикколи (итал. Roberto Piccoli; род. 27 января 2001, Бергамо, Ломбардия) — итальянский футболист, нападающий клуба «Аталанта», выступающий на правах аренды за клуб «Кальяри»

## Клубная карьера

### «Аталанта»
Роберто Пикколи начал играть в футбол в возрасте 10 лет в клубе «Тритиум Кальчо» из Серии D. В 13 лет он присоединился к академии «Аталанты», после того как его заметил глава отдела развития молодежи Маурицио Косатнци. Пикколи был одним из ключевых игроков молодёжной команды. В сезоне 2018/19 Роберто забил 14 мячей в чемпионате Примаверы, что помогло его клубу завоевать трофей. В следующем сезоне юношеская команда «Аталанты» вновь завоевала титул, а форвард отметился 7 забитыми голами.
15 апреля 2019 года в матче против «Эмполи» он дебютировал в итальянской Серии A. В начале сезона 2021/22 Пикколи стал регулярно появляться на поле в составе основной команды, выходя, в большинстве случаев, на замену во втором тайме. 21 августа 2021 года форвард заменил Робина Госенса на 83-й минуте игры с «Торино» и забил свой первый гол, который принес победу его команде.

#### Аренда в «Специю» и «Дженоа»
15 сентября 2020 года Пиколли был отдан в аренду в «Специю» до конца сезона. В новом клубе форвард не стал игроком стартового состава, однако регулярные выходы на замену не помешали Роберто отличаться голами, первым из которым стал забитый мяч в ворота «Интернационале» 20 декабря. За год пребывания в клубе Пикколи отметился 23 играми и 6 забитыми голами в матчах чемпионата и кубка страны.
25 января 2022 года Роберто Пикколи отправился доигрывать сезон в «Дженоа». Дебютировал форвард 5 февраля игрой против «Ромы». За половину сезона Пикколи провел пять матчей, не забив ни одного гола.

#### Аренда в «Эллас Верона» и «Эмполи»
В конце июня 2022 года Пикколи присоединился к «Эллас Верона» на правах аренды. Первой игрой в составе команды стал матч Кубка Италии с «Бари», состоявшийся 7 августа. В первом туре Серии А Пиколли вышел на поле на 59-й минуте игры с «Наполи». За полгода Роберто Пикколи провел 7 матчей в рамках лиги, пропустив несколько игр из-за травм.
31 января 2023 форвард пополнил состав клуба «Эмполи», заключив договор аренды на полтора сезона с возможностью выкупа. За оставшуюся половину сезона Пикколи принял участие в 13 играх. 15 мая Роберто заменил Николо Камбьяги на 85-й минуте игры с «Сампдорией» и в дополнительное время забил гол, который помог «Эмполи» избежать поражения. В следующей игре с «Ювентусом» Пикколи снова вышел на замену на 88-й минуте и забил мяч, сделав счет 4:1 в пользу своей команды.

#### Аренда в «Лечче»
31 августа 2023 года Пикколи отправился в аренду в «Лечче» с опцией выкупа. 23 октября Роберто спас свою команду от поражения забив свой первый гол за клуб в ворота «Удинезе», появившись на поле на 77-й минуте игры.